# Korè (sculpture)
Pour les articles homonymes, voir Coré.
Une korè (du grec ancien κόρη, kórê (« jeune fille ») ; pluriel κόραι, kórai, ou korés) est la statue représentant une jeune femme, datant de la période archaïque de la sculpture grecque (vers 620-480). 
Korè est aussi une autre façon de désigner Perséphone.
Le terme peut s'écrire en français korè, corè ou coré. Masculin kouros.

## Attitudes
Les attitudes sont un peu plus variées que celles du kouros : la korè peut serrer une main contre sa poitrine, elle peut présenter une offrande (fleur, fruit, petit animal…). Elle peut saisir de l'autre main les plis de sa tunique.

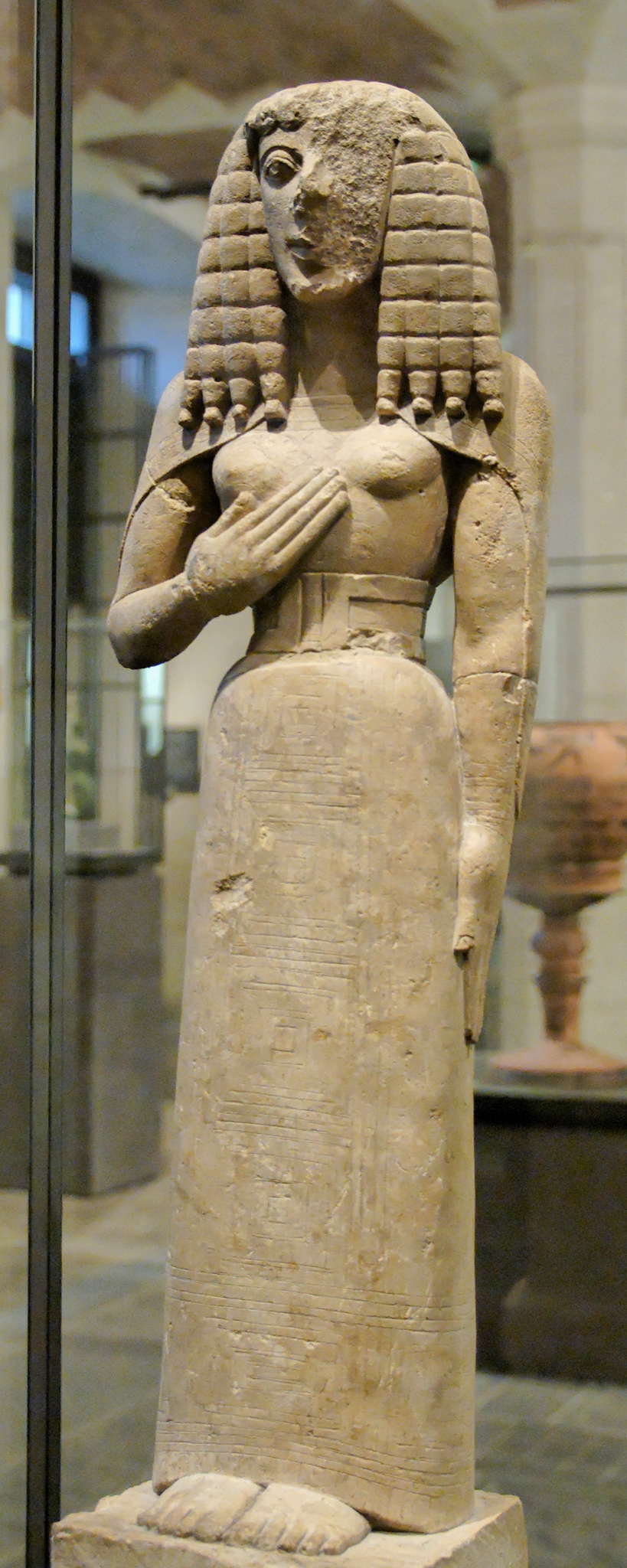
Dame d'Auxerre. Style dédalique, v. 630, 65 cm, musée du Louvre.
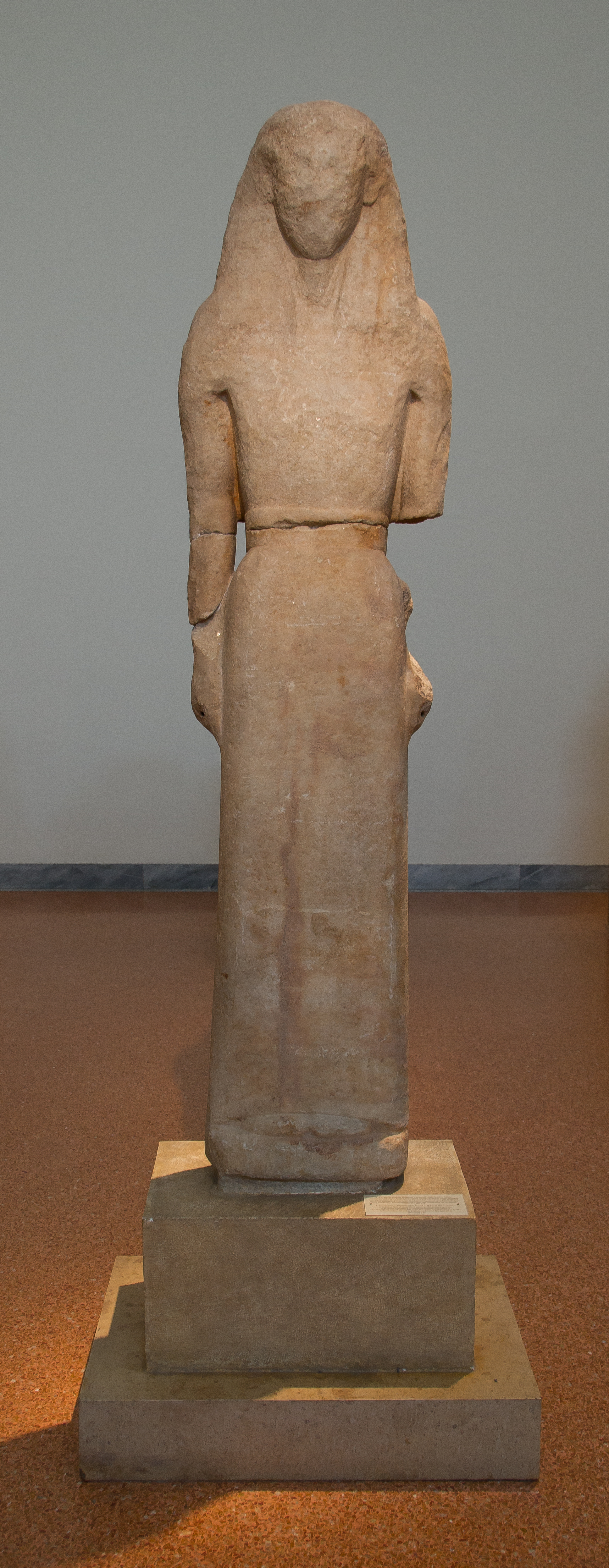
Artémis de Nicandrè (el), vers 650. Statue dédiée à Artémis par la Naxienne Nicandrè. H. 175 cm. MNArch Athènes[5].
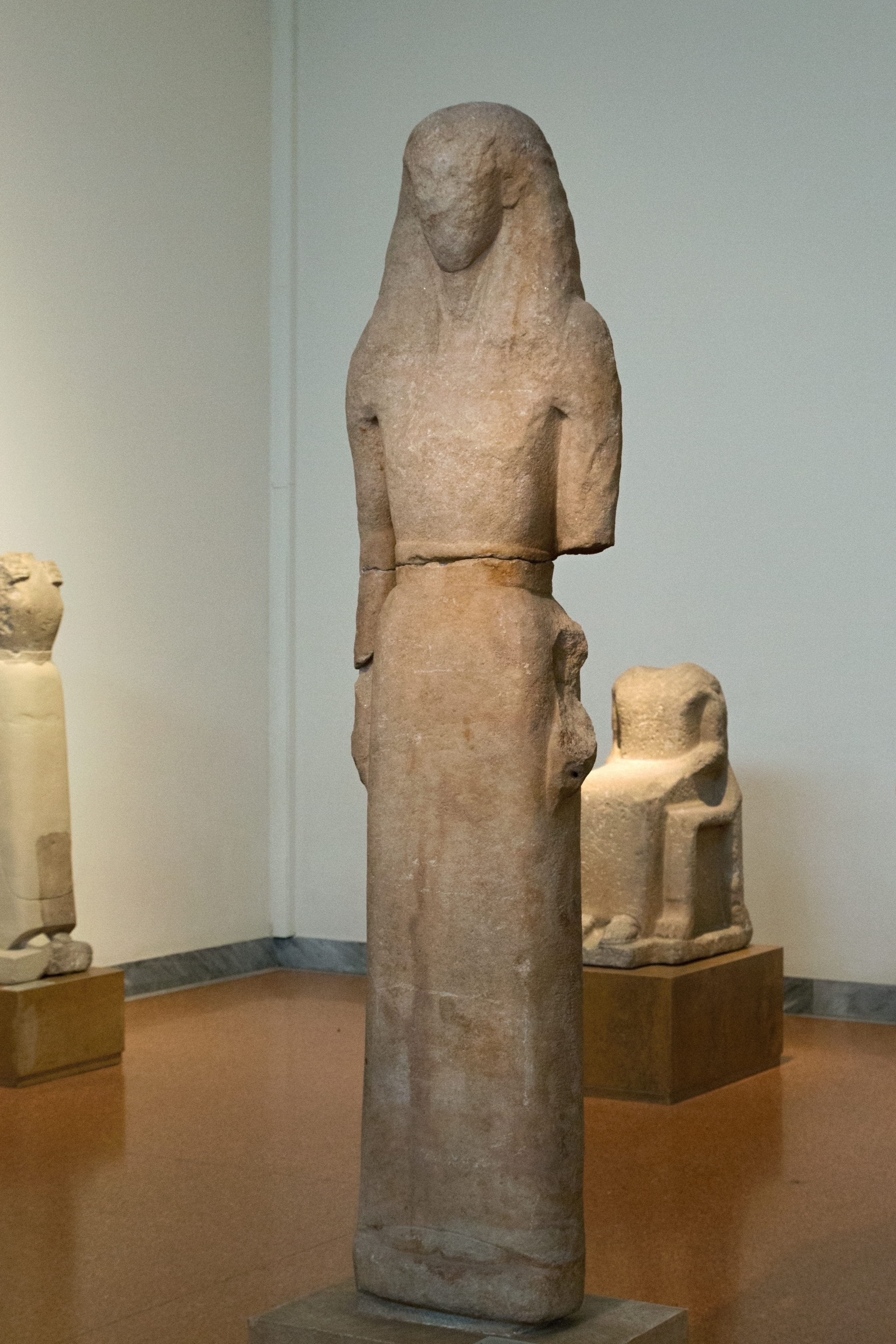
Korè dédiée à Artémis par Nicandrè : épaisseur 17 cm !
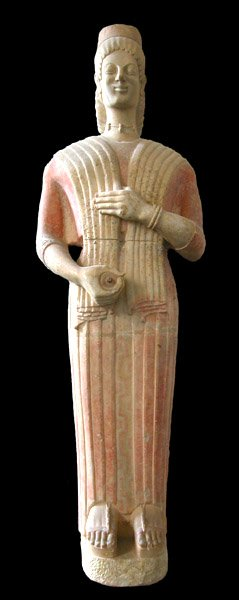
Déesse de Berlin. Sud de l'Attique, 580-560. Statue funéraire. H. 177 cm, sans la couronne et la plinthe. Altes Museum.
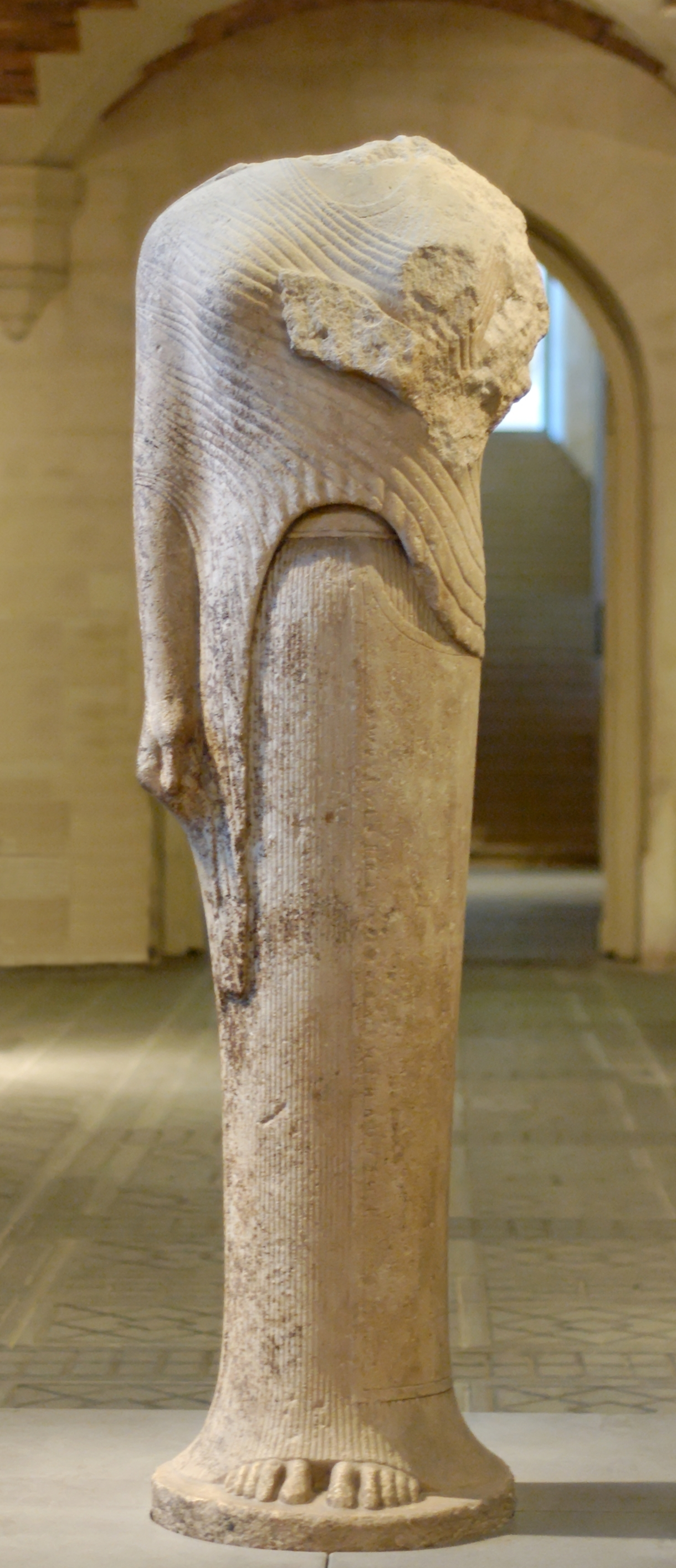
Coré de Chéramyès, dédiée à Héra. Samos, vers 560. H. 192 cm. Louvre[6].
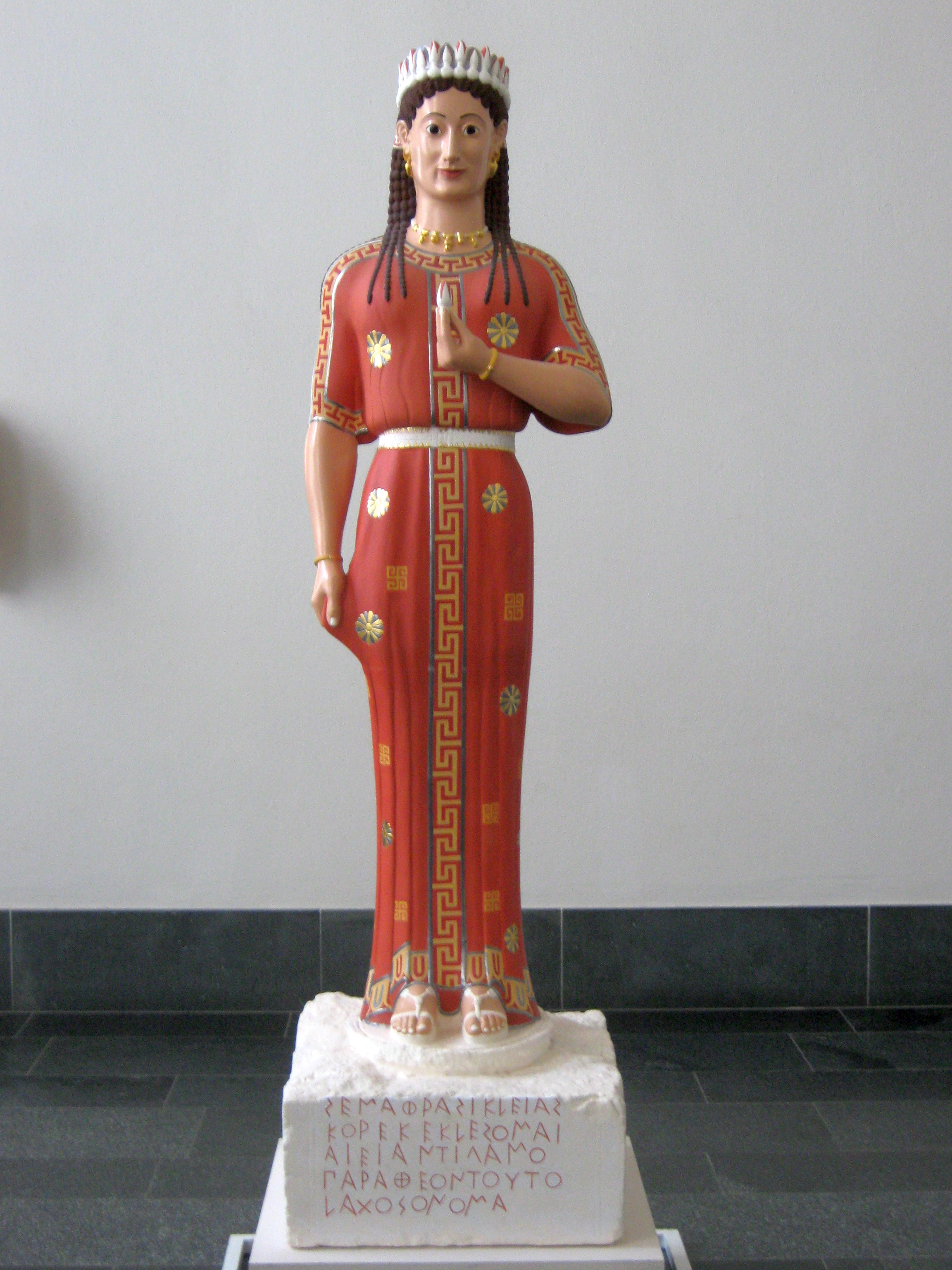
Restitution colorée / Korè Phrasikleia, 550-540, funéraire attique. Sculpteur de Paros, H. 211 cm. MNArch Athènes.
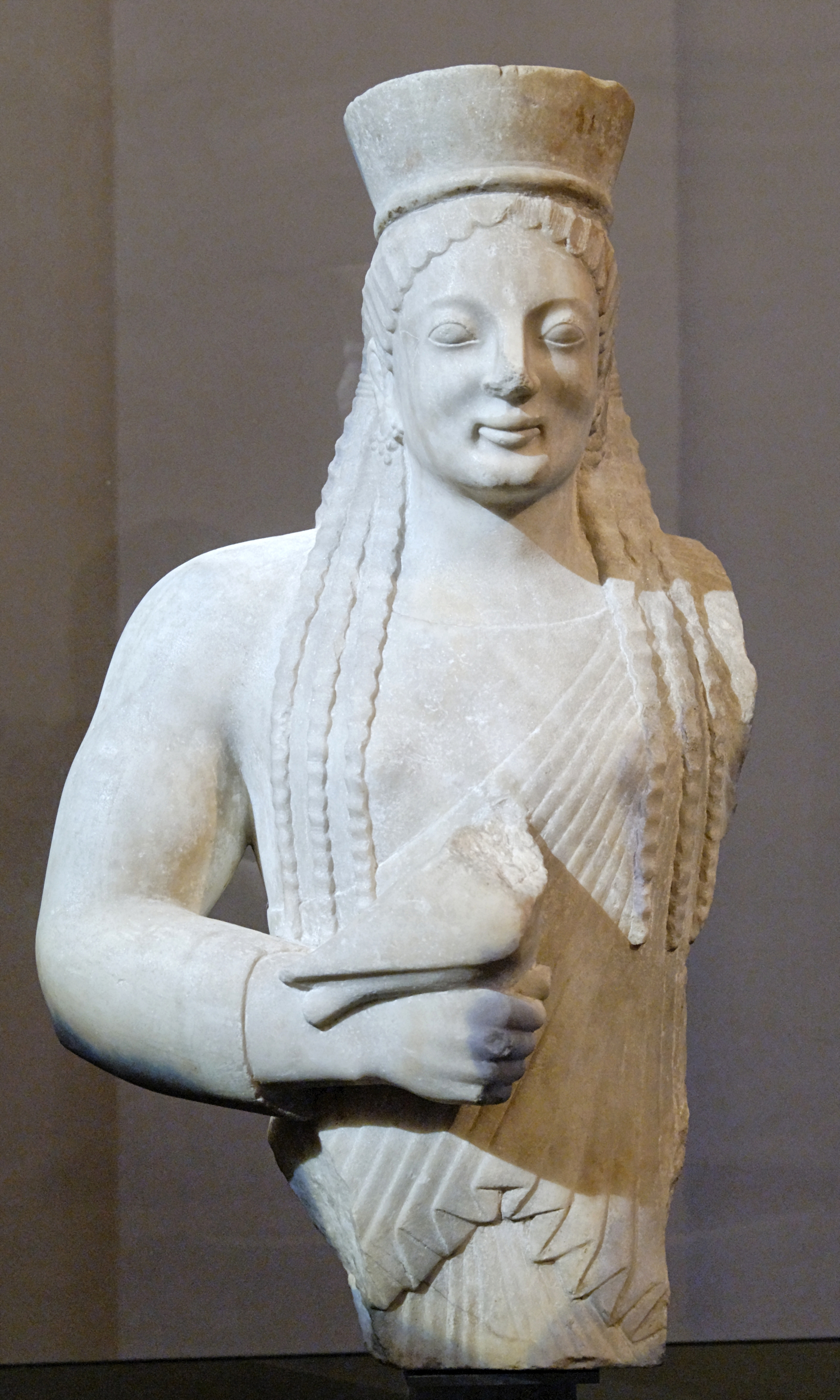
Korè de Lyon. 550-540. Musée des Beaux-Arts de Lyon.

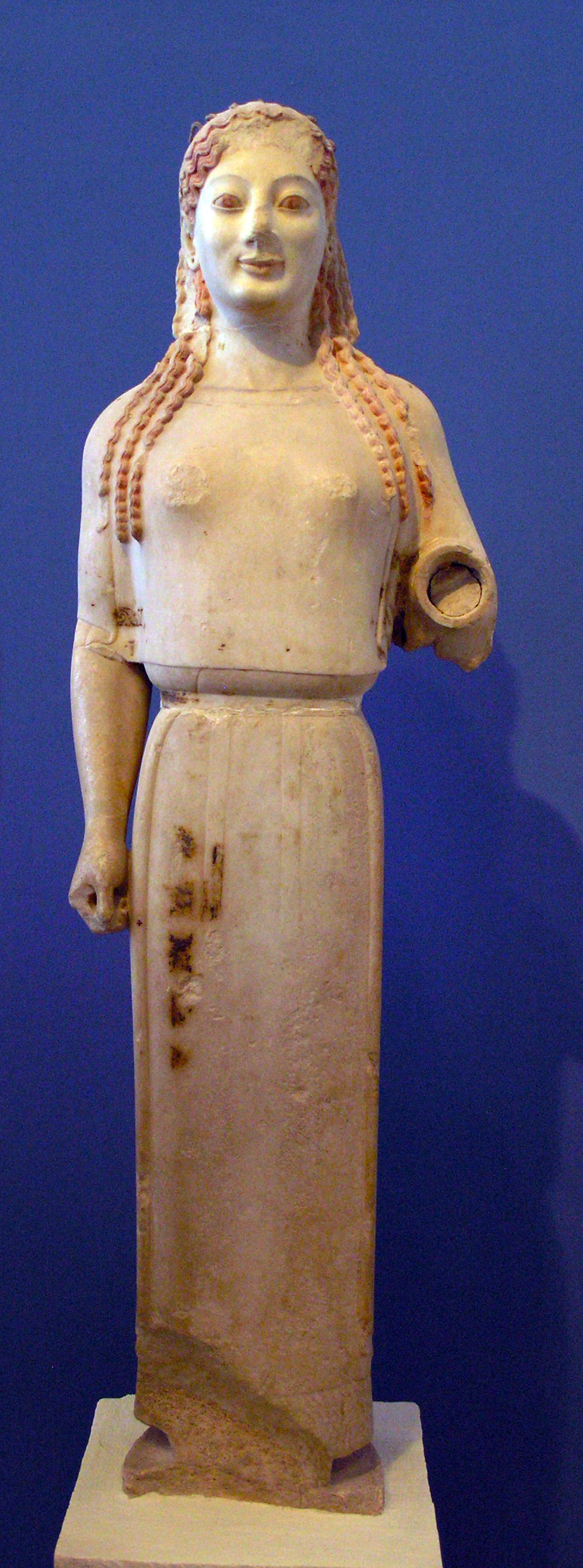
Korè en péplos, vers 530. H. 117 cm. Athènes, sanctuaire d'Athéna Polias. Acropole[7].
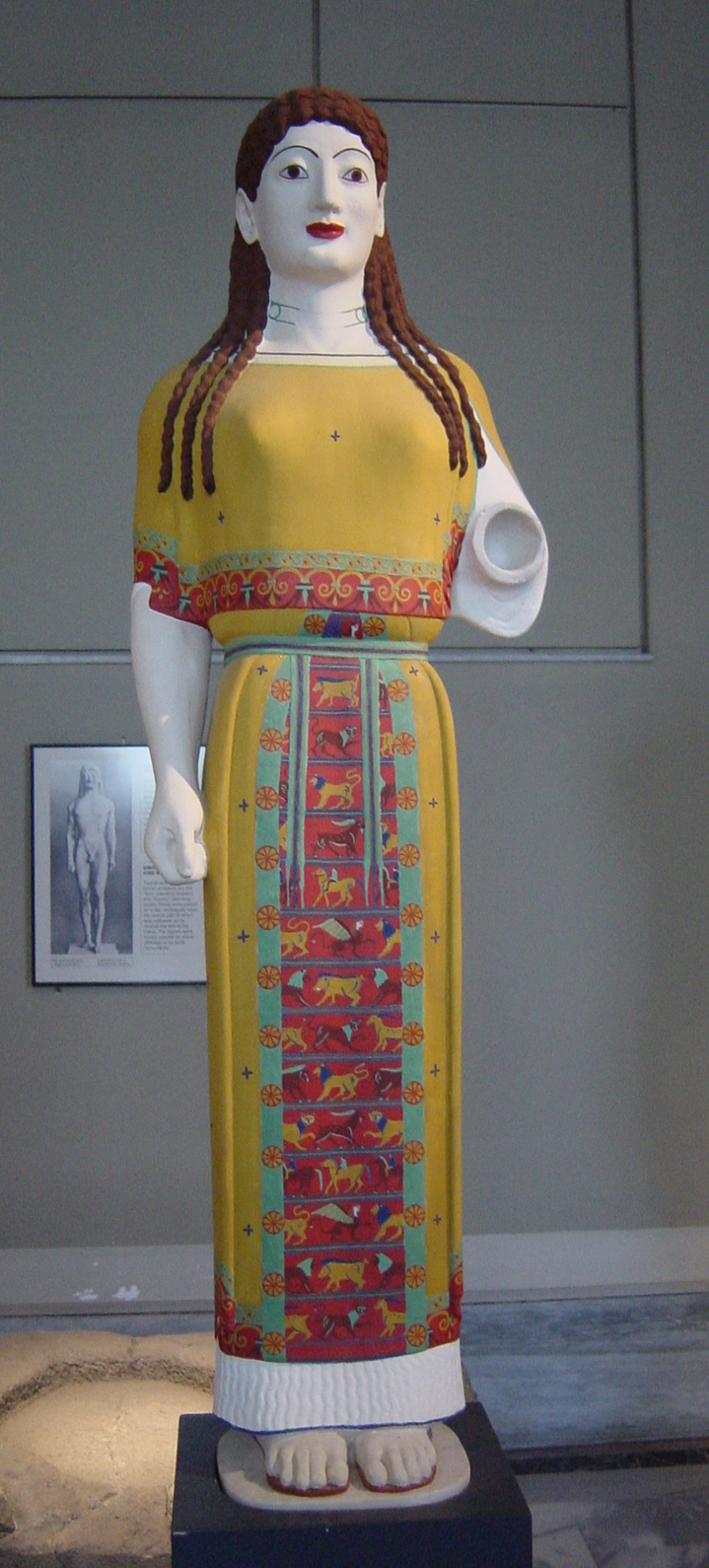
Restitution des couleurs résiduelles en 2006 de la Korè en péplos avec les 14 frises superposées[8].
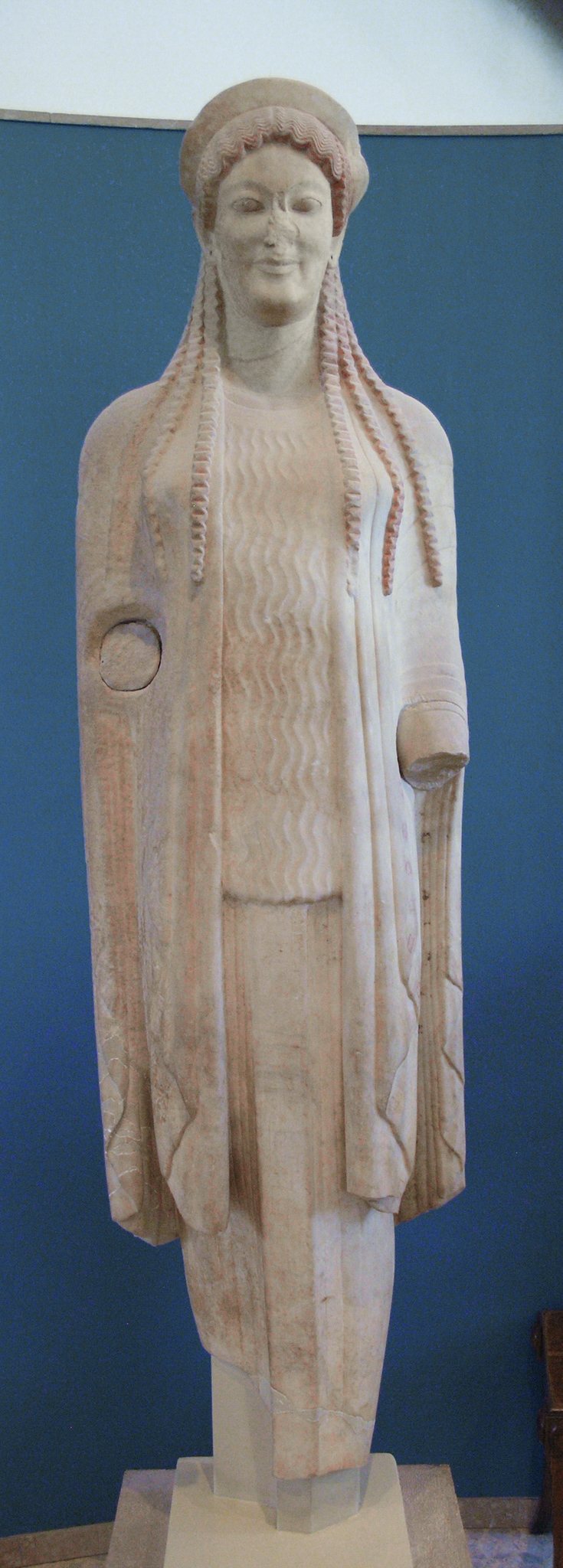
Korè 671. Marbre du Pentélique et de Paros. H. 1,67m. Vers 520. Acropole
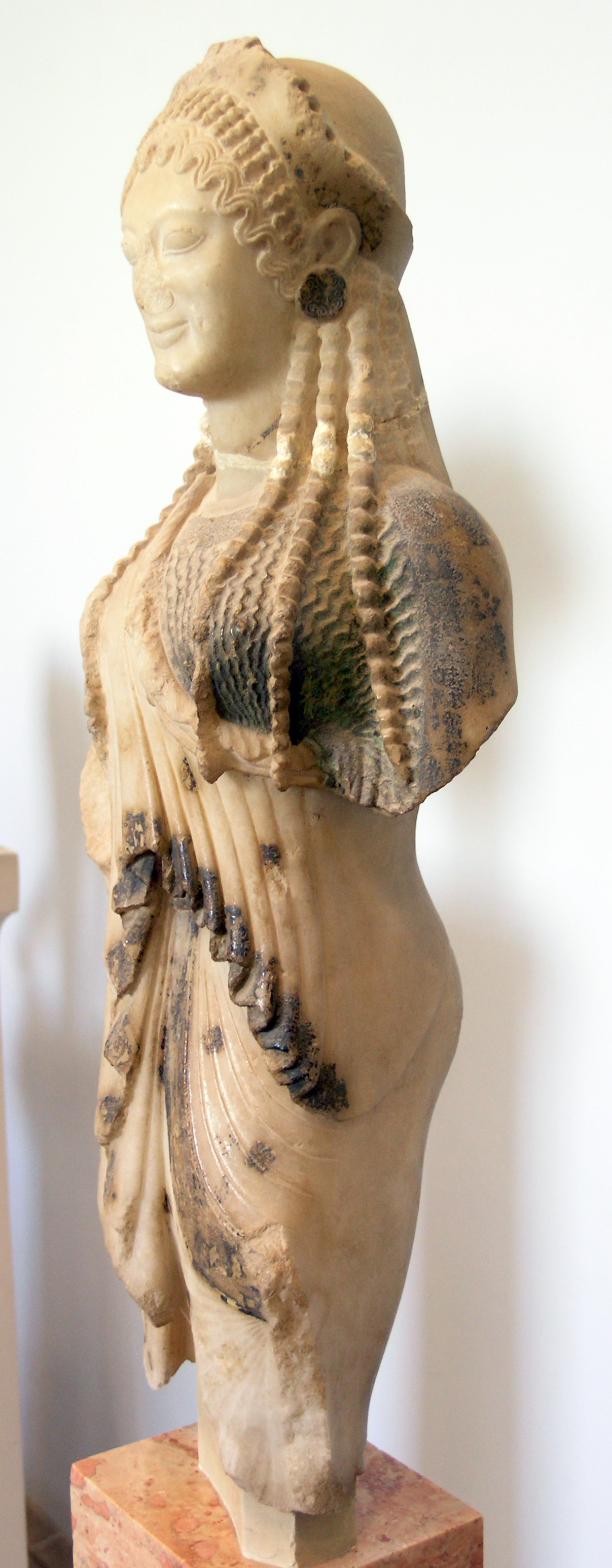
Korè 675. Style ionien, vers 515. Acropole[10].
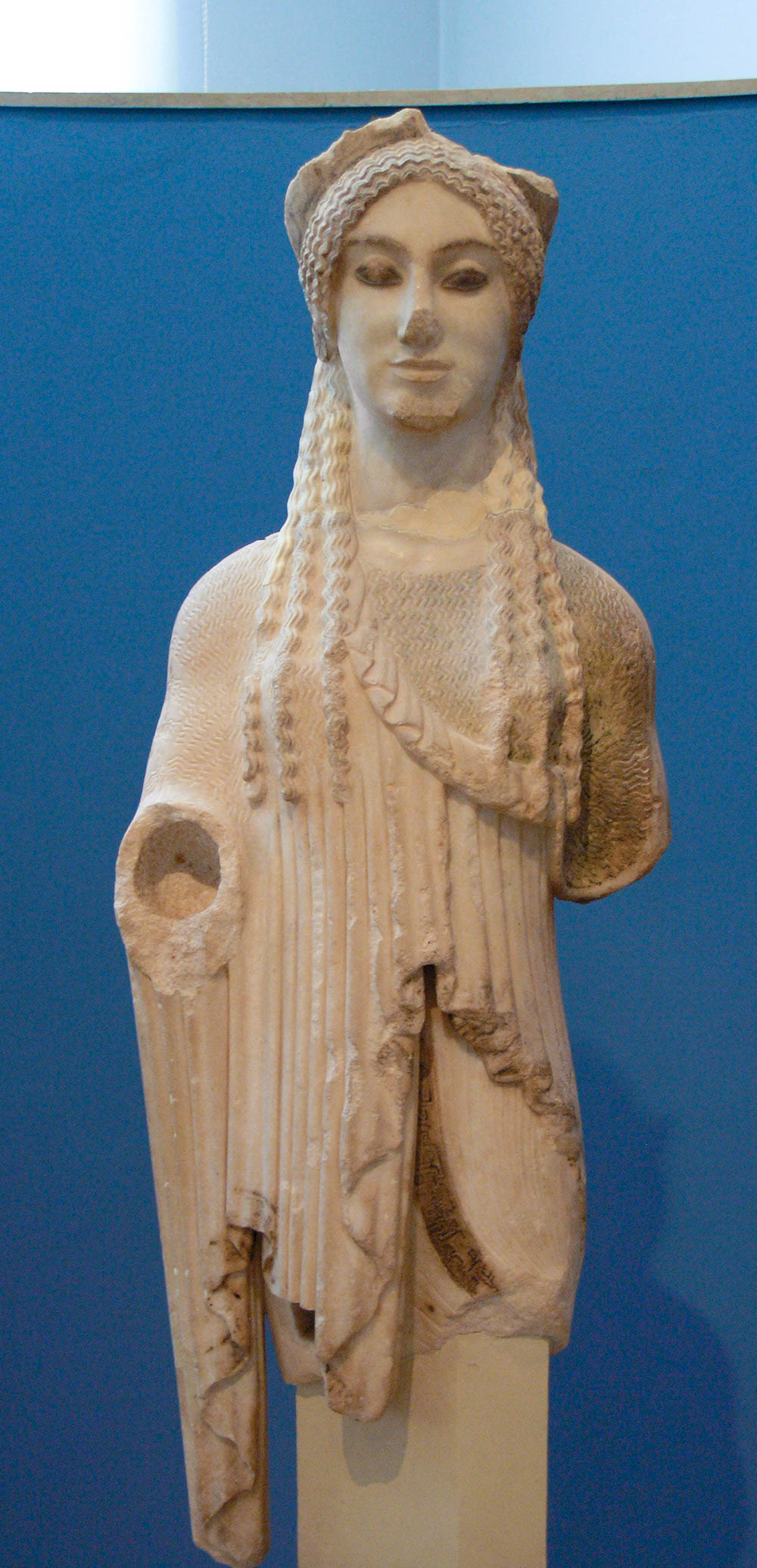
Korè 674, dite aux « yeux de sphinx », marbre de Paros. 500-490. Acropole.
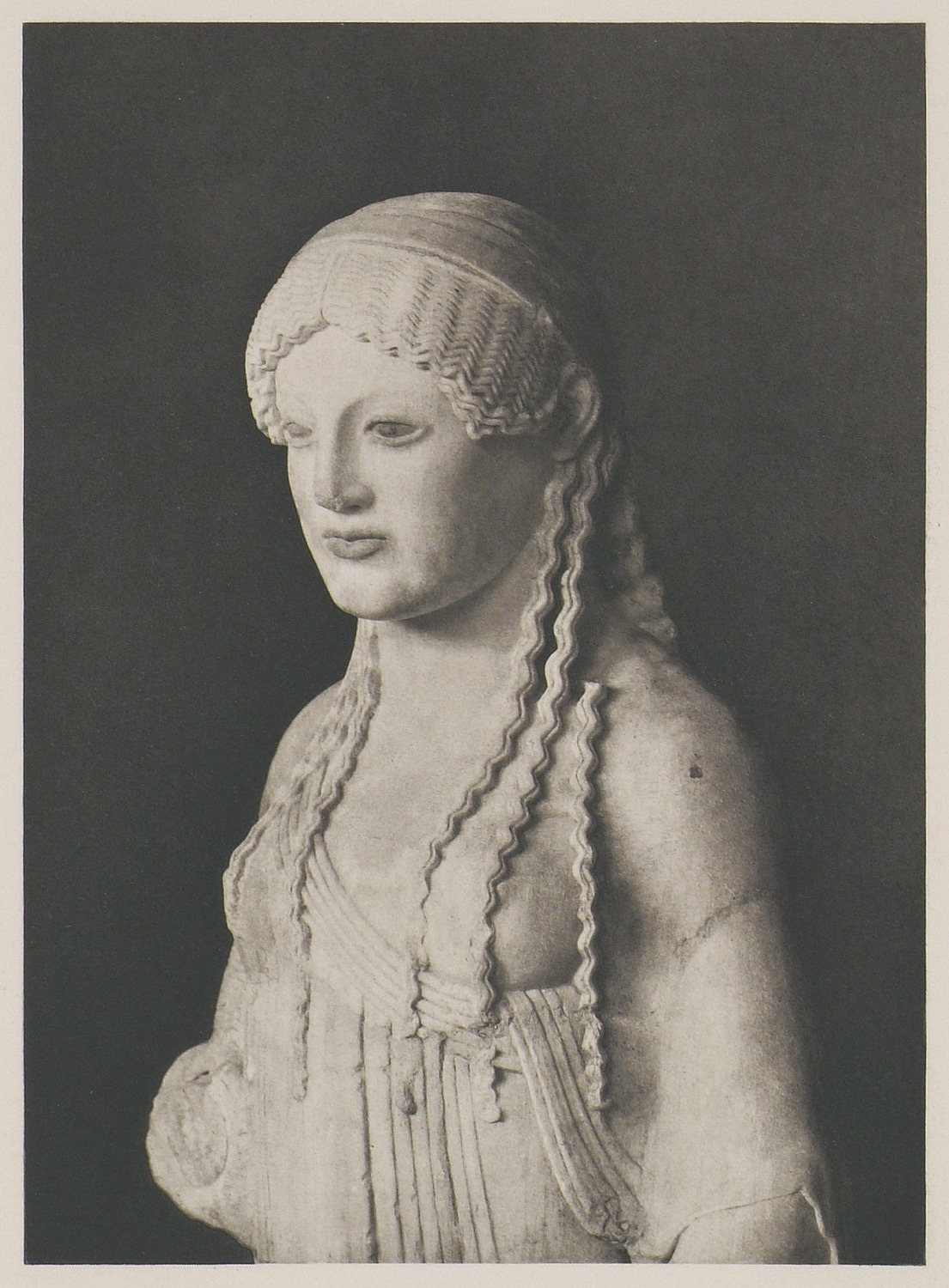
Korè d'Euthydikos, dit « La boudeuse ». Marbre de Paros, vers 490/480, Acropole[11]. Photo de 1919
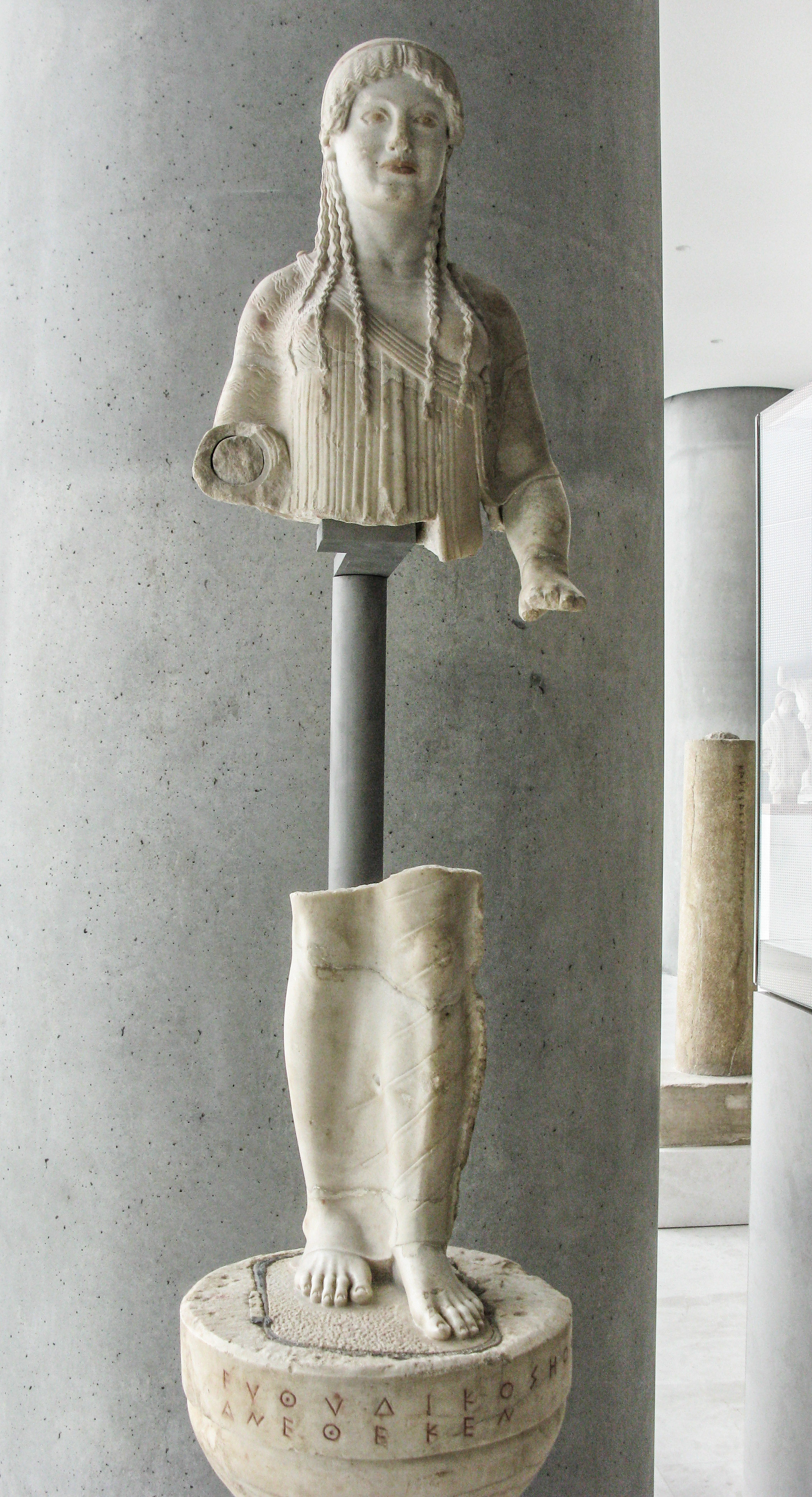
La même korè, restaurée et complétée. Musée de l'Acropole d'Athènes

## Typologie
Ce type de sculpture peut être sculpté en bois, en terre cuite, en calcaire ou en marbre blanc. Quoi qu'il en soit, il représente toujours une jeune femme debout, les jambes réunies, par contre les vêtements peuvent varier. Elles sont ainsi, parfois, vêtue d'un péplos sur un chiton et, parfois, en partie couvertes d'un himation ou d'un autre vêtement. Contrairement à leur pendant masculin, le kouros, elles ne montrent aucune forme d'étude anatomique, mais présentent différentes solutions pour figurer les effets de drapé, les motifs qui les décorent, l'ensemble étant plus ou moins coloré de couleurs intenses.
Si certaines statues semblent sobres de prime abord, il faut, en effet, garder à l'esprit que les korai pouvaient être peintes, comme c'est le cas pour la « Korè boudeuse » (ou « aux yeux de sphinx ») du musée de l'Acropole à Athènes.

## Variations
Comme pour les kouroï, elles ont été distinguées les unes des autres, après étude des détails du visage et du traitement du vêtement. Les korai sont longtemps « graphiques », puis gagnent au fil du temps en naturel et en modelé. Le corps est d'abord relativement discret sous le costume, mais les plis s'animent et révèlent le corps qui se trouve en dessous. Quant au visage, il est lui aussi marqué par l'apparition du sourire archaïque, puis par sa disparition qui annonce le passage au pré-classicisme.

### Particularismes régionaux
Les korai sont également marquées par des caractéristiques régionales. Ainsi, les korai samniques ont le corps fuselé, portent un chiton en corolle et une ceinture relevée. Les korai attiques ont l'arcade sourcilière et l'arête du nez régulières, et la distinction entre l'ossature et l'épiderme du visage est visible.

## Fonction
La signification de ce que représentent ces sculptures féminines est encore incertaine. Elles sont la plupart du temps votives et dédiées dans les sanctuaires féminins, rite funéraire mais il existe quelques exemples de korai funéraires, surtout dans la région d'Athènes et représentant des familles riches.
Koré est désignée par Hermès Trismégiste dans le texte du Discours parfait, comme étant la déesse de la Moisson : « Et Zeus-Ploutonios, c’est lui qui est Seigneur sur la terre et la mer. Mais il ne détient pas la nourriture de tous les vivants mortels, car c’est Korè qui porte les moissons ».